# Múmiák listája
Betűtrendben, megtalálási helyük és koruk feltüntetésével

## A

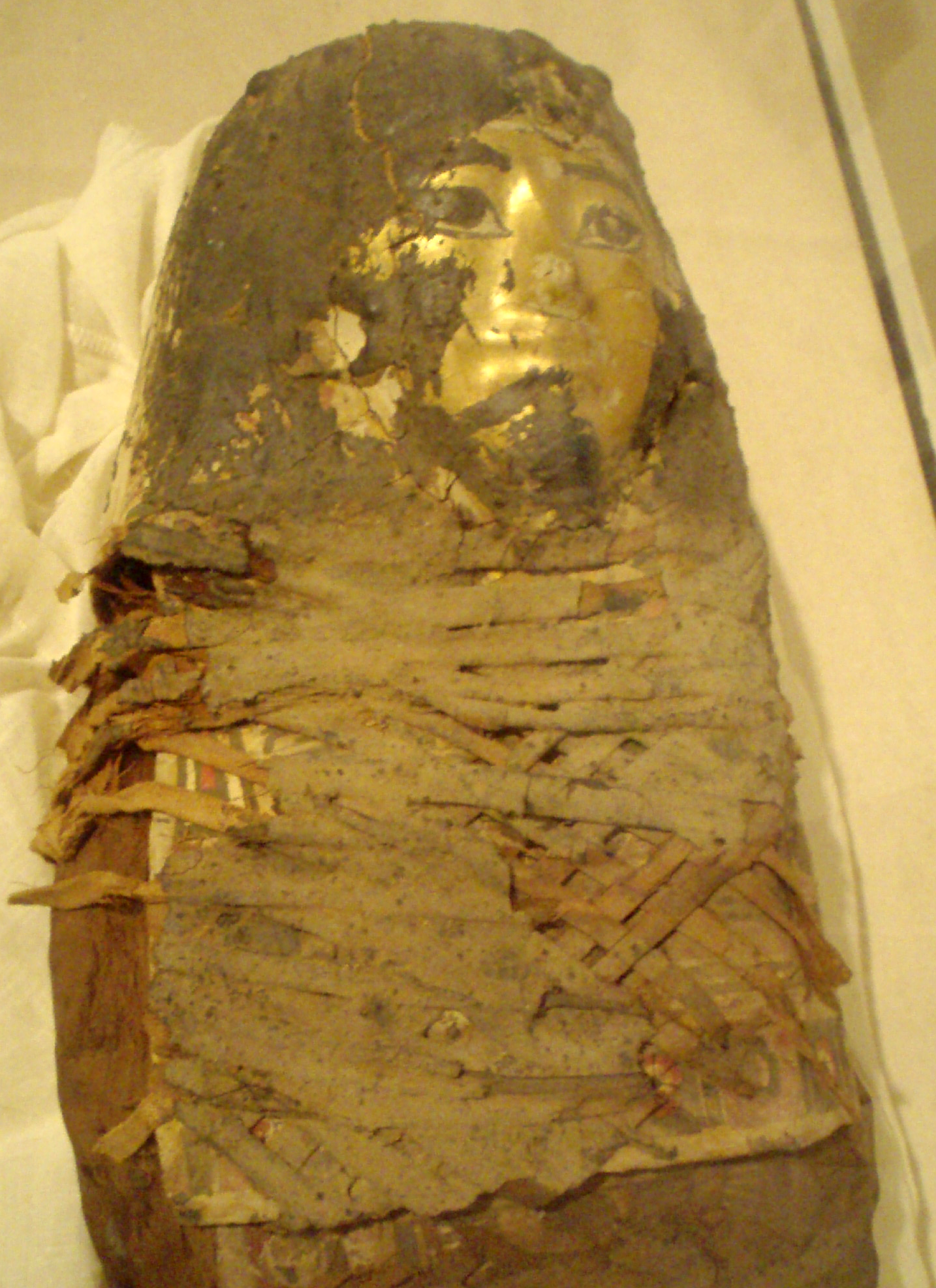
Római kori lánymúmia, az Aranymúmiák völgyéből

- Ahmesz hercegnő (Királynék völgye, QV47 sír, Egyiptom) 3500 éves
- Ahmesz-Henutemipet hercegnő (Dejr el-Bahari-i rejtekhely, Egyiptom) 3450 éves
- Ahmesz-Henuttamehu királyné (Dejr el-Bahari-i rejtekhely, Egyiptom) 3450 éves
- Ahmesz-Inhapi királyné (Dejr el-Bahari-i rejtekhely, Egyiptom)
- Ahmesz-Meritamon királyné (TT358 sír, Egyiptom)
- Ahmesz-Meritamon hercegnő (Dejr el-Bahari-i rejtekhely, Egyiptom)
- Ahmesz-Nofertari királyné (Dejr el-Bahari-i rejtekhely, Egyiptom) 3450 éves
- Ahmesz-Szitamon hercegnő (Dejr el-Bahari-i rejtekhely, Egyiptom) 3450 éves
- Ahmesz-Tumeriszi hercegnő (Sejh Abd el-Kurna, MMA 1019 sír, Egyiptom)
- Amenemhat herceg (KV43 sír, Egyiptom) 3350 éves
- Amenemhat egyiptomi férfi, Noferhaut fia (MMA 729 sír, Egyiptom)
- Amenemopet fáraó (Tanisz, NRT III sír, Egyiptom)
- Amenemopet hercegnő (Sejh Abd el-Kurna-i rejtekhely, Egyiptom) 3350 éves
- I. Amenhotep fáraó (Dejr el-Bahari-i rejtekhely, Egyiptom) 3500 éves
- II. Amenhotep fáraó (KV35 sír, Egyiptom) 3400 éves
- III. Amenhotep fáraó (KV35 sír, Egyiptom) 3350 éves
- Aranymúmiák völgyének leletei (római kori sírmező, baharijai oázis, Egyiptom) 2000 évesek
- Az anasazi kosármúmiák (Arizona, USA) 1300-1900 évesek
- Aborigine múmiák (Ausztrália)
- Aleut múmiák (Aleut szigetek, Alaszka, USA) 300 évesek
- Asaro barlangok múmiái (Pápua Új-Guinea) 300 évesek
- Asait királyné (II. Montuhotep halotti temploma, Egyiptom)

## B
- Baket hercegnő (Dejr el-Bahari-i rejtekhely, Egyiptom)
- Baki egyiptomi férfi, Noferhaut fia vagy veje (MMA 729 sír, Egyiptom)
- Bölény „Kék bébi” (Fairbanks, Alaszka, USA) kb. 36 000 éves
- Brachylophoszaurusz „Leonardo” (Montana, USA) kb. 70 000 éves
- Bernadette Soubirous (Lourdes, Franciaország) †1879
- Brémai ólomkamrák múmiái (Bréma, Németország) 200-550 évesek
- Bázeli Ferences-templom múmiája (Bázel, Svájc) 450 éves
- Buddhista szerzetesek önmumifikálása 100-650 évesek

## C

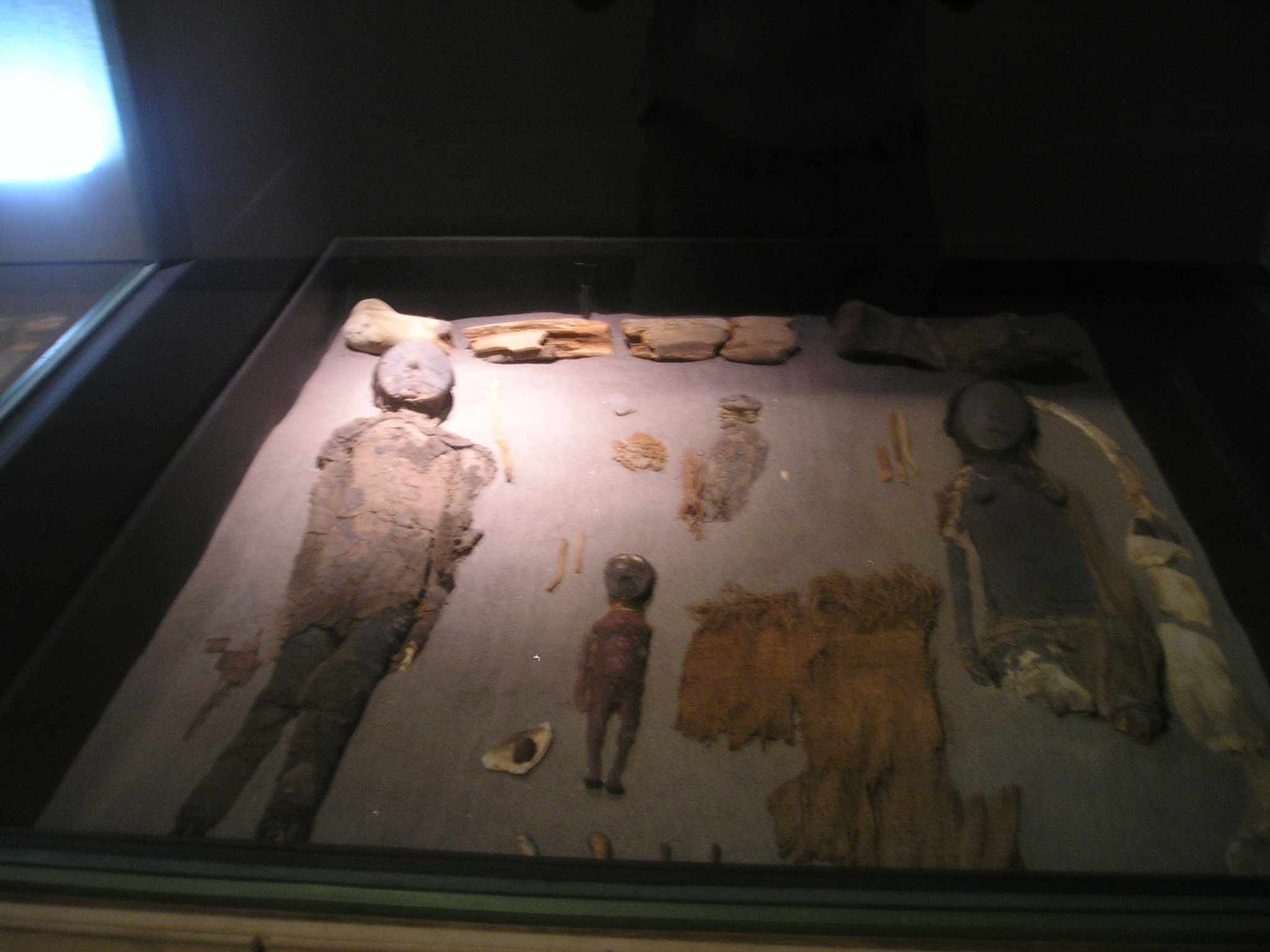
Chinchorro–múmiák

- Chinchorro–múmiák (Arica, Chile) 3500-7000 évesek
- Chimu-korszaki múmia (Peru) 1000 éves
- Chachpoya múmiák (Laguna de los Condores Leymebamba, Peru) 500 éves
- Clonycavan férfi (Írország)

## D
- Xin Zhui, Dai hercegnő (Csangsa, Kína) 2100 éves
- Duathathor-Henuttaui királyné (Dejr el-Bahari-i rejtekhely, Egyiptom)
- Dzsedkaré Iszeszi fáraó (Dzsedkaré-piramis, Egyiptom)
- Dzsedmaateszanh egyiptomi nő (Luxor, Egyiptom)
- Dzsedptahiufanh Ámon-pap (Dejr el-Bahari-i rejtekhely, Egyiptom)

## E
- E-férfi, a „kiáltó múmia”; majdnem teljesen biztosan Pentawer herceggel azonos (Dejr el-Bahari-i rejtekhely, Egyiptom) kb. 3150 éves
- Edmontoszaurusz (Wyoming, USA) kb. 70 000 éves
- Ellingi asszony Tollundi láp, Silkeborg, Dánia) 2200 éves

## F
- Fejedelmi nemesi kripta (Quedlinburg, Németország) 300-400 éves
- Franklin-expedíció három kutatójának jégmúmiája (Beechey-szigetek, Csendes óceán) †1847

## G

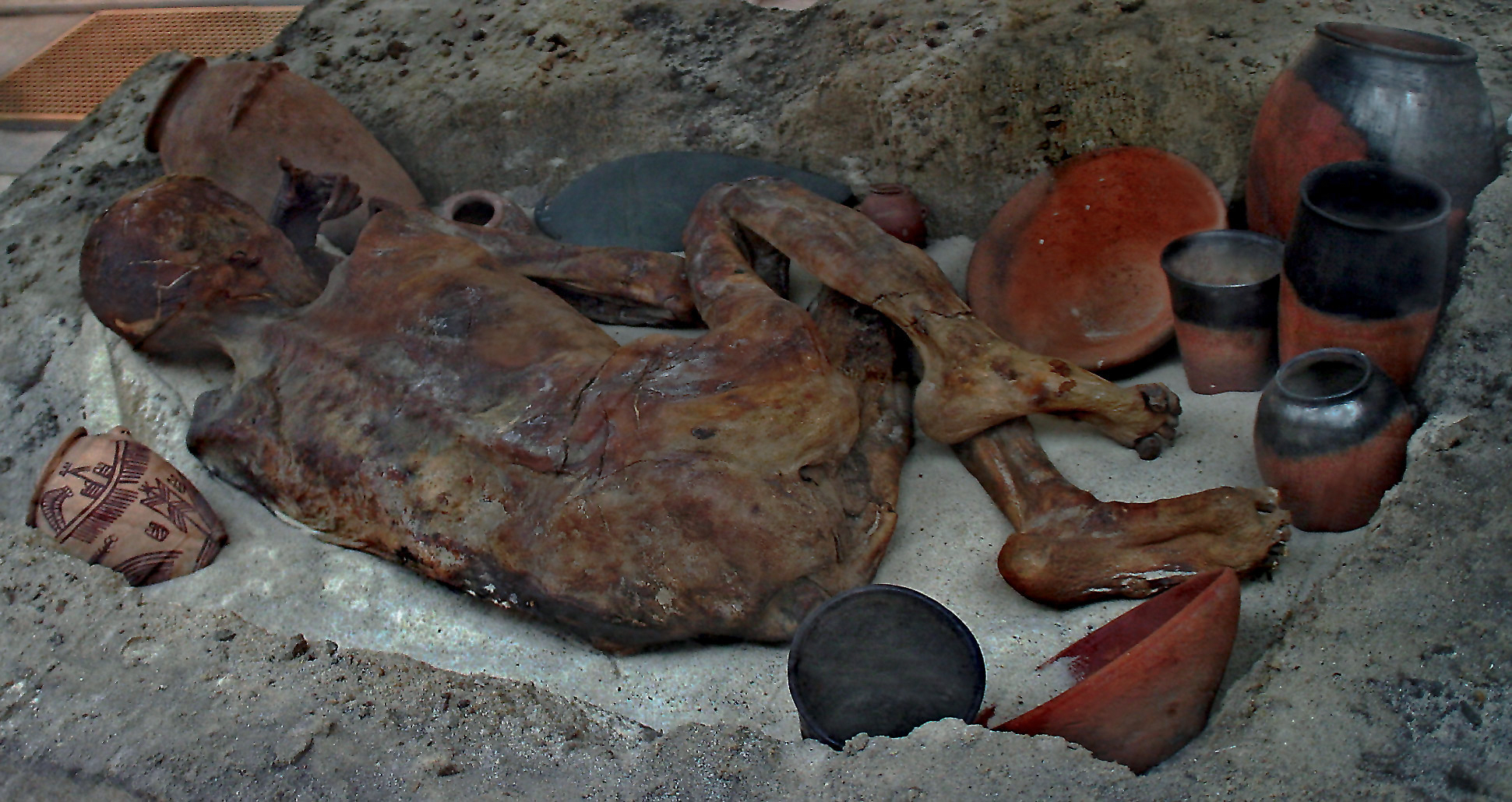
Ginger természetes múmiája

- Ginger (Gebelein, Egyiptom) 5400 éves
- Grauballei férfi (Grauballe, Dánia) 2050 éves
- Guanajuato múmiák (Mexico)
- Guanche múmiák (Kanári-szigetek) 600-1600 évesek
- Gyermekmúmiák (Llullaillaco, Argentína) 500 évesek
- „Gyima” mamutbébi (Szibéria, Oroszország) 40 000 éves

## H
- Hadik Mihály hadvezér (Lendva, Szentháromság-kápolna; élt kb. 1670–1733)
- Haemuaszet herceg (QV44 sír, Egyiptom)
- Hatnofer, egyiptomi nemes hölgy (Sejh Abd el-Kurna, Egyiptom)
- Hatsepszut fáraónő (KV60 sír, Egyiptom) 3450 éves
- Haraldskær-i nő vagy „Gunhilde” (Gunhilde-láp, Jelling, Dánia) 2400 éves
- Heiufaa, egyiptomi férfi a XXII. dinasztia idején (KV44 sír, Egyiptom)
- Henhenet királyné (II. Montuhotep halotti temploma, Egyiptom)
- Henutiunu hercegnő (Sejh Abd el-Kurna-i rejtekhely, Egyiptom)
- Henuttaui egyiptomi papnő (MMA 60 sír, Egyiptom)
- Henuttaui egyiptomi papnő, a „kokainmúmia” (Dejr el-Bahari, Egyiptom)
- Henuttaui, egyiptomi énekesnő (MMA 59 sír, Egyiptom)
- Henutwedzsebu egyiptomi hölgy (Sejh Abd el-Kurna, Egyiptom)
- James Hepburn – Bothwell negyedik grófja, I. Mária skót királynő 3. férje (Bothwell, Nagy-Britannia)
- Johann Philipp von Hohensax – Sennwald bárója (Sennwald, Svájc) 1596
- Ho Si Minh (Hanoi, Vietnam) 1969
- Honszu egyiptomi férfi, Szennedzsem és Ijnoferti fia (TT1 sír, Egyiptom)
- Hór, 20 év körüli férfi (Ahmím, i. e. 4. század; Debrecen, Déri Múzeum)
- Hórnedzsitef egyiptomi pap (El-Asszaszif, Egyiptom)
- Hórtesznaht, 20 év körüli, egyiptomi papnő (Ahmím, i. e. 4.–3. század; Budapest, Szépművészeti Múzeum)

## I

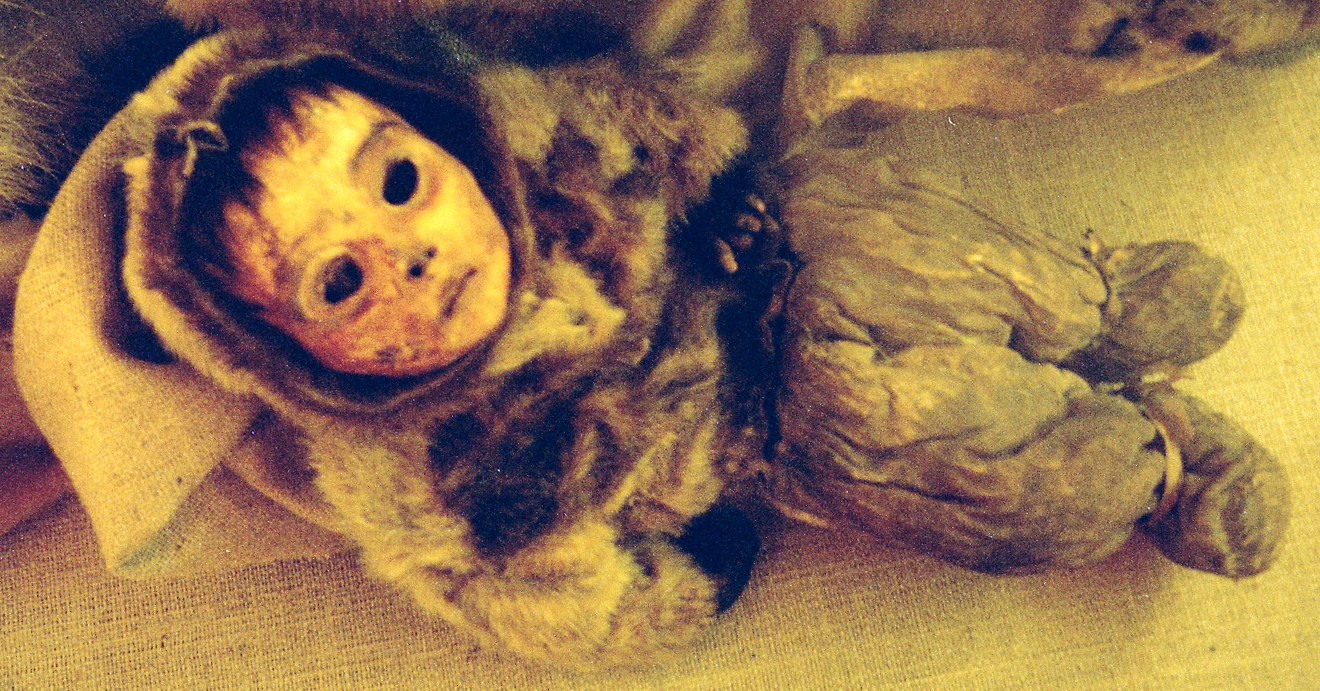
Inuit csecsemő

- Ijnoferti egyiptomi nő, Szennedzsem felesége (TT1 sír, Egyiptom)
- Imhotep vezír (QV46 sír, Egyiptom)
- Inuit múmiák (Qilakitsoq) 530 évesek
- Inka múmiák Limából (Lima, Peru) 500 évesek
- Inka múmiabatyuk (Lima, Peru) kb. 1200 évesek
- Ibalo törzs múmiái (Kabayan, Fülöp-szigetek) 500 évesek
- Iszet egyiptomi nő, Habehnet felesége, Szennedzsem unokája (TT1 sír, Egyiptom)
- Iszetemheb egyiptomi nemes hölgy (Dejr el-Bahari-i rejtekhely, Egyiptom)

## J
- Jégkorszaki állatmúmiák - mamut, gyapjas orrszarvú (Szibéria, Oroszország) kb. 40 000 évesek
- I. Jahmesz fáraó (Dejr el-Bahari-i rejtekhely, Egyiptom) 3500 éves
- Jahmesz-Szipair herceg (Dejr el-Bahari-i rejtekhely, Egyiptom) 3550 éves
- Juja egyiptomi nemesember (KV46 sír, Egyiptom) 3400 éves
- Jing-Pan-ember és kb. 400 további múmia (Takla-Makán sivatag, Tarim-medence, Kína) 1200-2100 évesek
- Juanita (Nevado Ampat, Peru) 500 éves
- Szent XXIII. János (Szent Péter-bazilika, Vatikán) †1969

## K

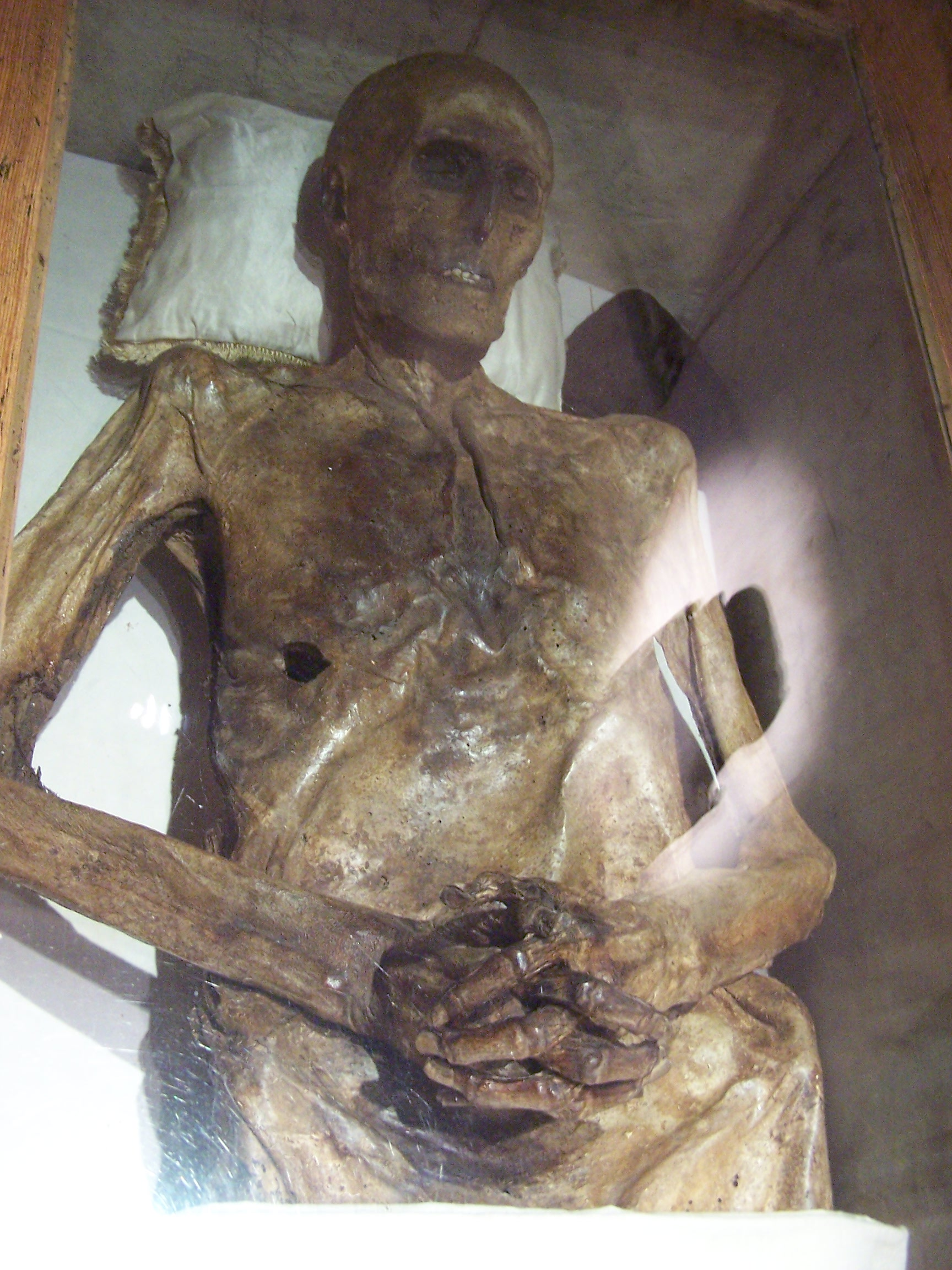
Kahlbutz lovag

- Christian Friedrich von Kahlbutz lovag (Kampehl, Németország) †1702
- Kapucinus szerzetesek múmiakriptája (Palermó, Olaszország) 100-500
- Kar, egyiptomi orvos (Szakkara, Egyiptom)
- Kayhausi ifjú (Kayhausi láp, Németország) 2300 éves
- Kha építész (Dejr el-Medina, TT8 sír, Egyiptom) 3400 éves
- Kijevi barlangkolostor szerzetesei (Kijev, Ukrajna) 600-900 évesek évesek
- Kim Ir Szen (Phenjan, Észak-Korea) †1994
- Vissarion Korkoliacos (Görögország)
- KV55 múmia egyiptomi uralkodó; egy feltételezés szerint Ehnaton (KV55 sír, Egyiptom)
- Kwaday Dan Sinchi (Alsek Nemzeti Park, Kanada) †1415 és 1445 között

## L
- Lápi csontváz agyleletekkel (Windover, Florida, USA) 7-8000 éves
- Loulani szépség (Tarim-medence, Kína) 3800 éves
- Lindow-i férfi (Lidow, Nagy-Britannia) 1450-1600 éves
- Lindow-i nő (Lidow, Nagy-Britannia)
- Lykkegardi férfi
- Liber Linteus (Egyiptom)
- Rosalia Lombardo Kapucinus szerzetesek kriptája, Palermo, Olaszország) †1920
- Vlagyimir Iljics Lenin (Moszkva) †1924

## M
- Maatkaré papnő (Dejr el-Bahari-i rejtekhely, Egyiptom)
- Maiherperi egyiptomi nemesember (KV36 sír, Egyiptom)
- Majet egyiptomi kislány (II. Montuhotep halotti temploma, Egyiptom)
- Maszaharta főpap (Dejr el-Bahari-i rejtekhely, Egyiptom)
- Merenptah fáraó (KV35 sír, Egyiptom) 3200 éves
- Mereszamon egyiptomi papnő
- Mereszhonsz, egyiptomi hivatalnok (KV45 sír, Egyiptom)
- Merit, Kha építész felesége (TT8 sír, Egyiptom)
- Meritptah hercegnő (Sejh Abd el-Kurna-i rejtekhely, Egyiptom)
- Mutnedzsmet királyné (Horemheb memphiszi sírja, Egyiptom)
- Maronita múmiák (Szentek völgye, Libanon) 13. század vége
- Múmiakripta (Venzone, Olaszország) 200-700 évesek
- Múmiakripta (Nápoly, Olaszország) 100-500 évesek
- Múmiakripta Fehérek temploma (Vác, Magyarország) 200-300 évesek
- Mihály-templom kriptája (Bécs, Ausztria) 220 éves
- Szent Margit (Cortona, Olaszország) †1297
- Mao Ce-tung (Peking, Kína) †1976
- Maori múmiák (Új-Zéland)

## N

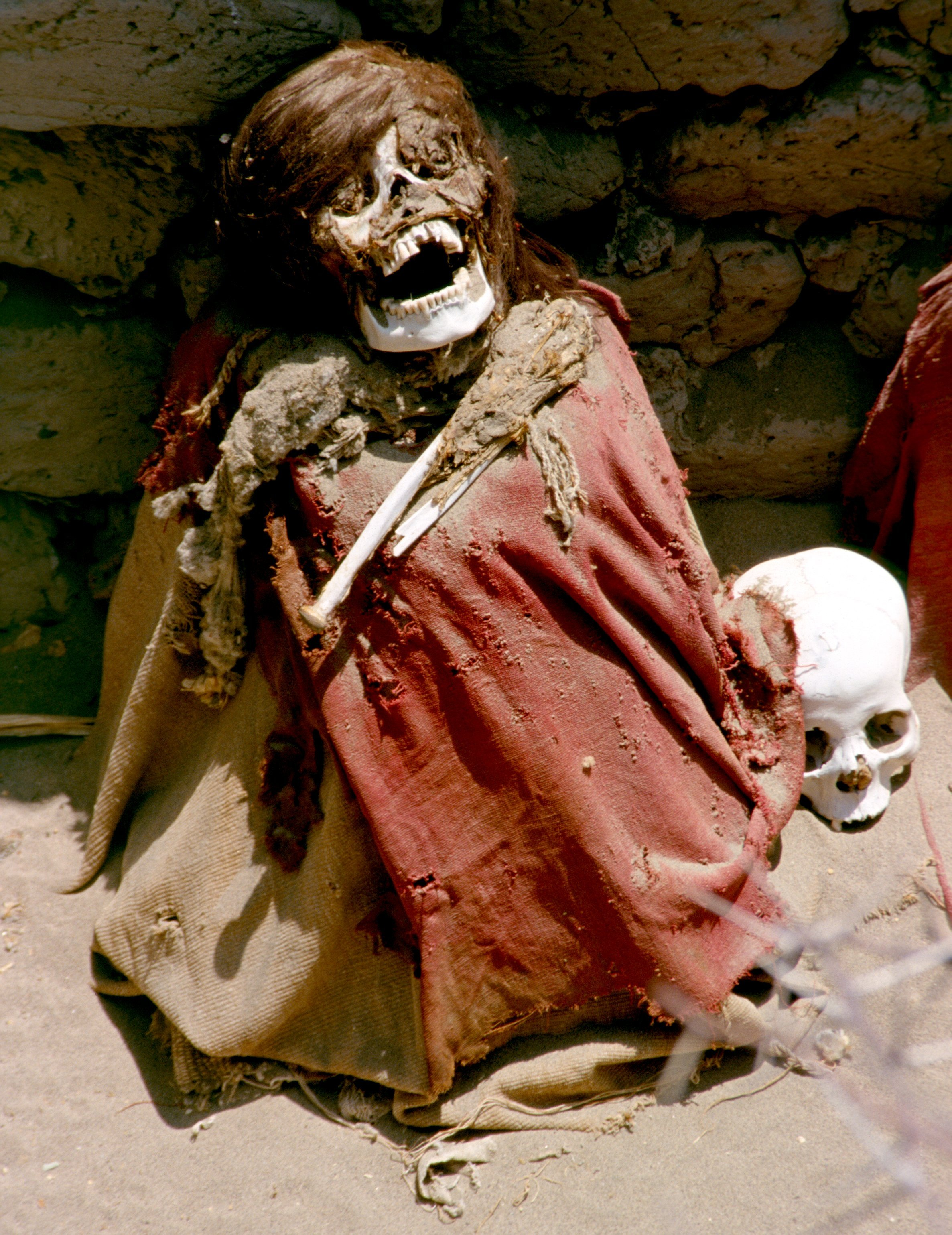
Perui Nazca-múmia

- Nauni hercegnő (TT358 sír, Egyiptom)
- Nazca-múmiák (Chauchilla Nasca, Peru) 2200-2900 évesek
- Nebetia hercegnő (Sejh Abd el-Kurna-i rejtekhely, Egyiptom) 3550 éves
- Nebiri, egyiptomi nemesember (QV30 sír, Egyiptom)
- Nedzsmet királyné (Dejr el-Bahari-i rejtekhely, Egyiptom)
- Nefrina, egyiptomi nő
- Nehmeszbasztet templomi énekesnő (KV64 sír, Egyiptom)
- Nesziamon egyiptomi pap (Dejr el-Bahari, Egyiptom)
- Neszihonsz egyiptomi nemes hölgy (Dejr el-Bahari-i rejtekhely, Egyiptom)
- Neszitanebetasru egyiptomi nemes hölgy (Dejr el-Bahari-i rejtekhely, Egyiptom)
- Neszperennub thébai pap, 2800 éves
- Neszuhat hercegnő (Sejh Abd el-Kurna-i rejtekhely, Egyiptom)
- Noferhaut írnok (MMA 729 sír, Egyiptom)
- Noferuamon hercegnő (Sejh Abd el-Kurna-i rejtekhely, Egyiptom)

## Ö
- Ötzi, a jégember (Hauslabjoch, Dél-Tirol, Olaszország) 5000 éves

## P
- Paihia hercegnő (Sejh Abd el-Kurna-i rejtekhely, Egyiptom) 3350 éves
- I. Paszebahaenniut (Pszuszennész) fáraó (Tanisz, NRT III sír, Egyiptom)
- Paziriki asszony (Altaj hegység - Ukok-fennsík, Oroszország) 2400 éves
- Papírmúmiák – két férfimúmia (Weerdingerveen, Hollandia) 2000 évesek
- Pentawer óegyiptomi herceg valószínűsíthető holtteste, az E-férfi, kb. 3150 éves
- I. Pinedzsem Ámon-főpap (Dejr el-Bahari-i rejtekhely, Egyiptom)
- II. Pinedzsem Ámon-főpap (Dejr el-Bahari-i rejtekhely, Egyiptom)
- Pipui hercegnő (Sejh Abd el-Kurna-i rejtekhely, Egyiptom)
- El Plomo hercege (Cerro el Plomo, Chile) 500 éves
- Perzsa hercegnő (Pakisztán)
- Eva Perón (Buenos Aires, Argentína) †1952

## R

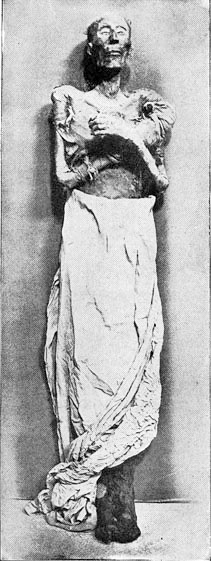
II. Ramszesz fáraó múmiája

- Rai egyiptomi királyi dajka (Dejr el-Bahari-i rejtekhely, Egyiptom)
- Ramosze, egyiptomi nemesember (Sejh Abd el-Kurna, Egyiptom)
- I. Ramszesz fáraó (Dejr el-Bahari-i rejtekhely, Egyiptom) 3300 éves
- II. Ramszesz fáraó ((Dejr el-Bahari-i rejtekhely, Egyiptom) 3220 éves
- III. Ramszesz fáraó (Dejr el-Bahari-i rejtekhely, Egyiptom) 3155 éves
- IV. Ramszesz fáraó (KV35 sír, Egyiptom) 3150 éves
- V. Ramszesz fáraó (KV35 sír, Egyiptom) 3145 éves
- VI. Ramszesz fáraó (KV35 sír, Egyiptom) 3130 éves
- IX. Ramszesz fáraó (Dejr el-Bahari-i rejtekhely, Egyiptom) 3100 éves
- Ramszesz-Meriamon-Nebweben herceg (Gurob, Egyiptom) 3180 éves
- Ranofer herceg, az óbirodalmi mumifikálás legszebb példája (Mejdúm, Egyiptom)
- Rennofer egyiptomi nő, Noferhaut felesége (MMA 729 sír, Egyiptom)
- Rer, a budapesti Szépművészeti Múzeum egyik egyiptomi múmiája
- Római fiú múmiája (Fayun) 1900 éves
- Ruiu egyiptomi nő, Noferhaut lánya (MMA 729 sír, Egyiptom)

## S
- Saamonenszu egyiptomi papnő (Luxor, Egyiptom; a múmia elpusztult a Brazil Nemzeti Múzeumot sújtó tűzben)
- Sir Robert F. Scott és sikertelen sarki expedíciójának két további tagja (Déli-sark) †1912
- Sepenhór, egyiptomi nő (Luxor, Egyiptom)
- Sepeniszet, egyiptomi nő (Dejr el-Bahari, Egyiptom)
- Serédy Zsófia várúrnő (krasznahorkai vár kápolnája; élt kb. 1660–1710)
- II. Sesonk fáraó (Tanisz, Egyiptom)
- Spirit Cave ember (Nevada, USA) kb. 9000 éves
- Sylvester (Washington, USA) 100-200 éves

## Sz
- Szathori hercegnő (Sejh Abd el-Kurna-i rejtekhely, Egyiptom)
- Szekenenré Ta-aa fáraó (Dejr el-Bahari-i rejtekhely, Egyiptom) 3550 éves
- Szennedzsem egyiptomi hivatalnok (TT1 sír, Egyiptom)
- I. Széthi fáraó (Dejr el-Bahari-i rejtekhely, Egyiptom) 3300 éves
- II. Széthi fáraó (KV35 sír, Egyiptom)
- Sziamon herceg (Dejr el-Bahari-i rejtekhely, Egyiptom) 3450 éves
- Sziptah fáraó (KV35 sír, Egyiptom) 3190 éves
- Szitdzsehuti királyné (Egyiptom) 3500 éves
- Szitkamosze királyné (Dejr el-Bahari-i rejtekhely, Egyiptom) 3550 éves
- Szitré, egyiptomi királyi dajka (KV60 sír, Egyiptom) 3500 éves

## T
- Tajuheret egyiptomi nemes hölgy (Dejr el-Bahari-i rejtekhely, Egyiptom)
- Takabuti, egyiptomi nő (Luxor, Egyiptom)
- Tatau hercegnő (Sejh Abd el-Kurna-i rejtekhely, Egyiptom)
- Tentkerer, egyiptomi nő a XXII. dinasztia idejéből (KV44 sír, Egyiptom)
- II. Thotmesz fáraó (Dejr el-Bahari-i rejtekhely, Egyiptom) 3500 éves
- III. Thotmesz fáraó (Dejr el-Bahari-i rejtekhely, Egyiptom) 3450 éves
- IV. Thotmesz fáraó (KV35 sír, Egyiptom) 3400 éves
- Tiaa hercegnő (Sejh Abd el-Kurna-i rejtekhely, Egyiptom) 3350 éves
- Tije királyné (KV35 sír, Egyiptom)
- Tuja egyiptomi nemes hölgy (KV46 sír, Egyiptom)
- Tutanhamon fáraó (KV62 sír, Egyiptom) 3300 éves
- Tetsutyukai szerzetes (Yamagata, Japan) †1868
- Tollundi férfi (Tollundi láp, Silkeborg, Dánia) 2200 éves
- Tokhár férfi és kisgyermek (Takla-Makán sivatag, Tarim-medence, Kína) 3000 éves

## U
- Uszerhat, egyiptomi nemesember (KV45 sír, Egyiptom)

## V
- Váci múmiák
- Vörös Feri (Neu Versen, Németország) 1700 éves

## W
- Webenszenu herceg (KV35 sír, Egyiptom) 3400 éves
- Wendzsebauendzsed tábornok, főpap (taniszi nekropolisz, Egyiptom)
- Wiai hercegnő (Sejh Abd el-Kurna-i rejtekhely, Egyiptom)
- Windeby lány (Németország) 1900 éves

## Y
- Ydei lány (Yde, Hollandia) 2000 éves

## Z
- Szent Zita (Lucca, Olaszország) †1278

## Lásd még
- Azonosítatlan egyiptomi múmiák listája